# سیب زرین
سیب زرین عنصری است که در افسانه‌های متفاوت ملی و فولکلور یا داستان‌های پریان ظاهر می‌شود. موضوع‌های تکراری قهرمانی را توصیف می‌کند (مثلاً هرکول یا پسر زیبا) سیب‌های زرین یا دزدیده شده توسط یک هیولای دشمن را دوباره بدست می‌آورد. سیب در افسانه‌های اسکاندیناوی به‌طور متناوب به عنوان غذای الهی و منبع جاودانگی توصیف شده‌است.در افسانه اساطیری ایران به نام : ملک جمشید و دیو. 
ملک جمشید سه شب فرصت دارد تا سیب طلایی را بچیند و عمر دیو به پایان برسد.

## اساطیر یونانی

### آتالانته

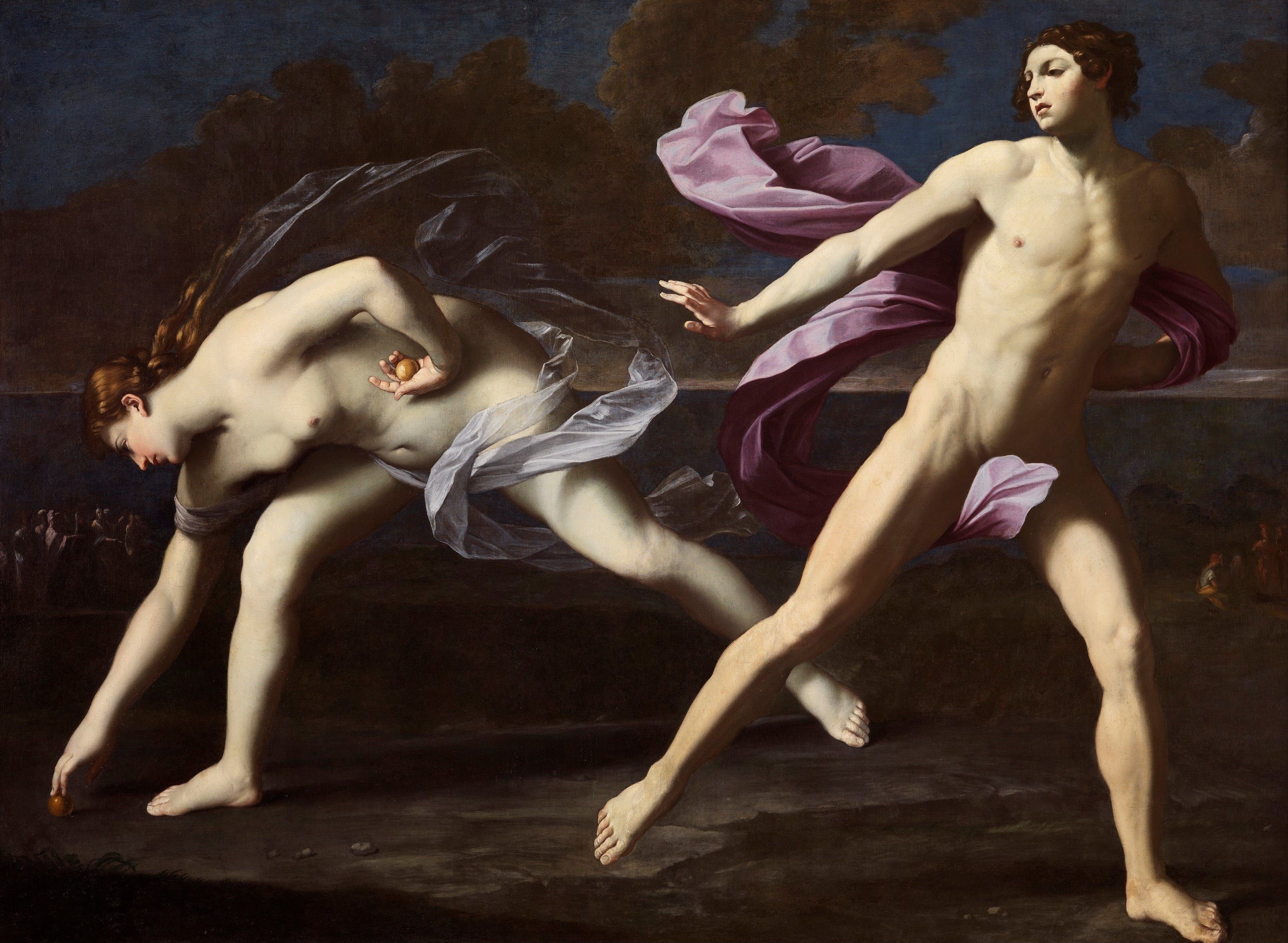
آتلانته و ملانیون، گیدو رنی، سال ۱۶۲۲ الی ۱۶۲۵

اولین سرگذشت مربوط به زن صیادی به نام آتلانته است که با خواستگاری به نام ملانیون مسابقهٔ دو داد. ملانیون برای پرت کردن حواس آتلانته از سیب استفاده کرده و بنابراین توانست مسابقه را ببرد.
گرچه در کودکی پدرش او را طرد کرد، ولی آتلانته شکارچی ماهری شد و به خاطر نقشش در شکار گراز کالیدونیان تحسین شد. پدرش او را به عنوان دخترش پذیرفت و می‌خواست او ازدواج کند. بهر حال، آتلانته به خاطر پیشگویی که می‌گفت ازدواج موجب سقوط او خواهد شد، میلی به ازدواج نداشت. به خاطر زیبایی‌اش، او خواستگارانی پیدا کرد و راضی به ازدواج شد، اما شرط کرد که خواستگارش بایددر مسابقهٔ دو او را شکست دهد. رقبایی که از او شکست می‌خوردند باید می‌مردند. از آنجایی که آتلانته می‌توانست خیلی سریع بدود، تمام خواستگارانش مردند.
ملانیون که می‌دانست در مسابقهٔ عادلانه نمی‌تواند آتلانته را ببرد، از آفرودیته تقاضای کمک کرد. الهه به او سه سیب زرین داد و گفت هر دفعه برای پرت کردن حواس اتلانته یکی از سیب‌ها را بیندازد. آتلانته چون اطمینان کامل داشت که می‌تواند جبران کند، برای گرفتن هر سه سیب توقف کرد. او هر سه سیب را گرفته و با تمام سرعت دوید، اما سرانجام ملانیون موفق شد، مسابقه را برده و با آتلانته ازدواج کند.
سرانجام آن‌ها صاحب فرزند پسری به نام پارثِنوپایوس شدند، که یکی از هفت کسی بود که علیه تبس جنگید. ازدواج آن‌ها پایان خوشی نداشت و به خاطر سرپیچی از خدایان به شیر تبدیل شدند. (که به عقیدهٔ یونانیان قادر به رابطه با نوع خود نیستند و فقط با پلنگ می‌توانند رابطه برقرار کنند.)

### باغ هسپریدس

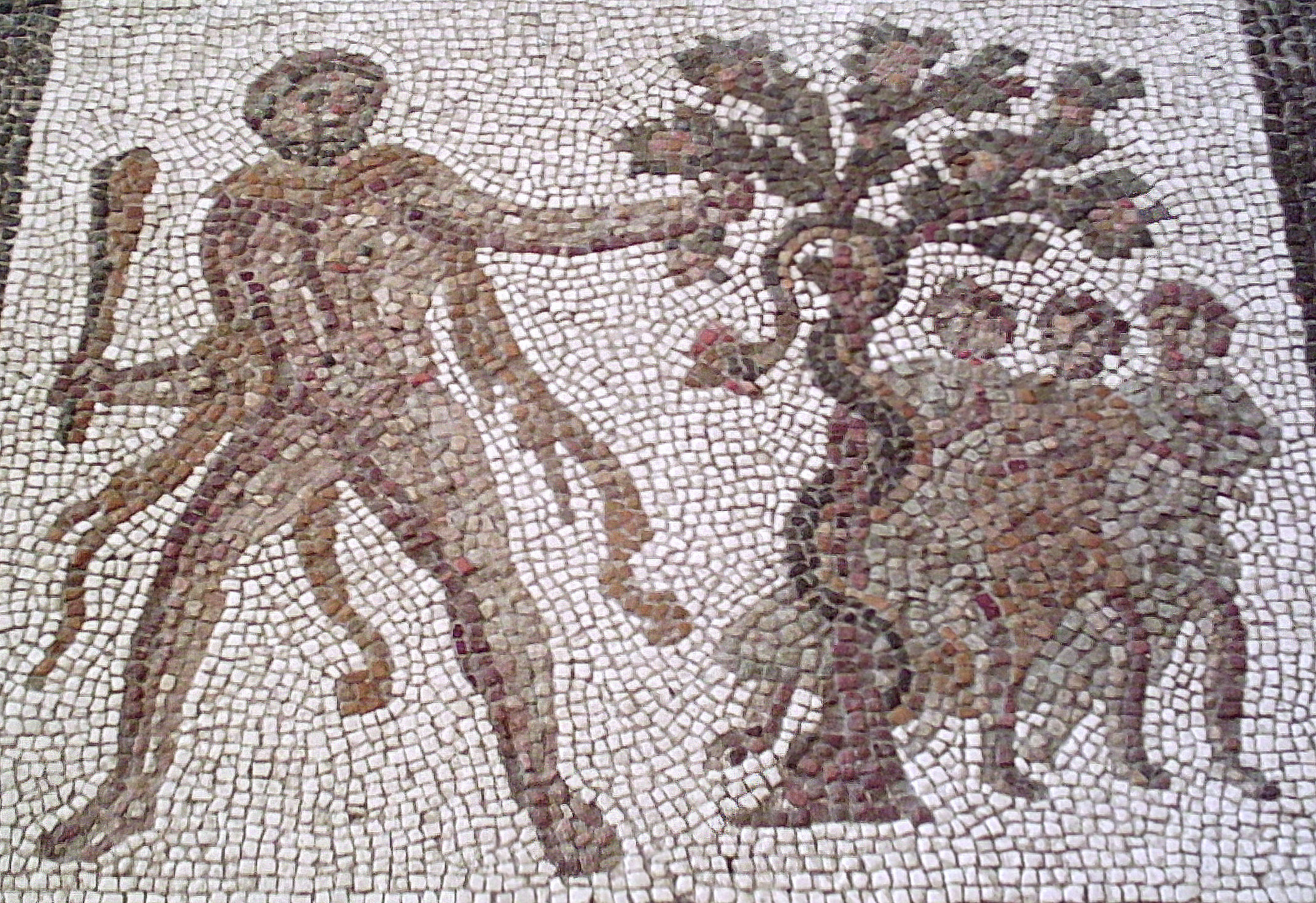
هرکول از باغ هسپریدس سیب‌ها را می‌دزدد.

باغ هسپریدس، دختران اطلس، باغ هرا در یک نقطهٔ غربی و دوردست از جهان واقع شده بود. جایی که در آن تنها یک درخت یا درختستانی که میوه‌شان سیب جاودانگی بود کاشته شده بودند. هرا اژدهای صدسری به نام لادون را که هرگز نمی‌خوابید به عنوان نگهبان اضافی باغ گماشته بود. یازدهمین خوان هرکول دزدیدن سیب‌های طلایی از باغ بود. او از اطلس خواست در عوض نگه داشتن آسمان به جای او سیب‌ها را بدزدد. بعد از چیدن سیب‌ها هرکول از اطلس خواست به جای او آسمان را نگهدارد. در حالیکه پوست شیر پوشیده بود. او هرگز به کار نگه داشتن آسمان برنگشته و فرار کرد.

### داوری پاریس

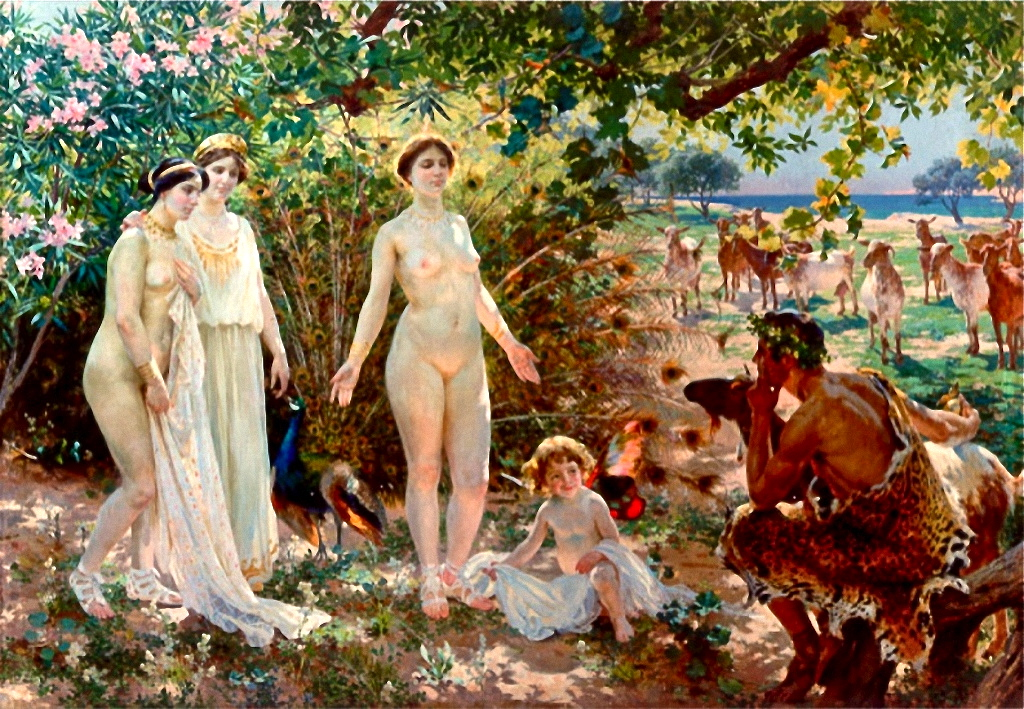
داوری پاریس اثر انریکه سیمونت، ۱۹۰۴. پاریس سیب زرین را در دست راستش نگه داشته است در حالیکه سه الهه را برانداز می‌کند.

زئوس ضیافتی برای جشن ازدواج پلئوس و ثتیس برگزار کرد. اریس، الههٔ نفاق و کشمکش، به خاطر طبیعت مشکل‌سازش دعوت نشد، و او پس از مشخص شدن عدم دعوتش، سیب زرینی به داخل مهمانی پرت کرد که روی آن نوشته شده بود: برای زیباترین زن. سه الهه: هرا، آتنا و آفرودیته، هر سه مدعی مالکیت سیب شدند. آن‌ها از زئوس خواستند داوری کند. زئوس که نمی‌خواست دخالت کند، پاریس اهل تروا را به عنوان داور انتخاب کرد. پاریس قبلاً منصف بودن‌اش را زمانی که بی‌درنگ، بعد از اینکه خدایی در شکل گاو نر، ادعای مالکیت جایزه را کرده بود، جایزه را به آرس داد، به نمایش گذاشته بود.
زئوس سیب را به هرمس داده و از او خواست آن را به پاریس داده و به او بگوید که الهه‌ها بدون هیچ بحثی نظر او را خواهند پذیرفت. چون هر سه الهه می‌خواستند صاحب سیب باشند، هر سه لباس خود را درآورده و بدن برهنهٔ خود را به پاریس نشان دادند. هر سه هم به او در ازای مالکیت سیب پیشنهاد رشوه دادند. هرا به او پیشنهاد پادشاهی اروپا و آسیا را داد، آتنا به او پیشنهاد خرد و مهارت در نبرد را داد، و آفرودیته پیشنهاد همسر منالئوس زیباترین زن دنیا هلن اسپارت (که بعدها لقب هلن تروا را گرفت) داد. پاریس آفرودیته را برگزید، تصمیمی که در نهایت موجب شروع جنگ تروا شد. پاریس با برادرش برای شرکت در جشن ازدواج هلن و منلائوس رفت. آن‌ها شب را در آنجا گذراندند؛ و آگاممنون برادر منلائوس او را صدا کرد، و بنابراین هلن و پاریس تنها ماندند. در همین زمان آن‌ها با هم رابطه برقرار کردند، و هلن منلائوس را برای رفتن با کشتی به همراه پاریس ترک کرد، و همین موجب آغاز جنگ تروا شد.

## افسانه‌های اسکاندیناوی

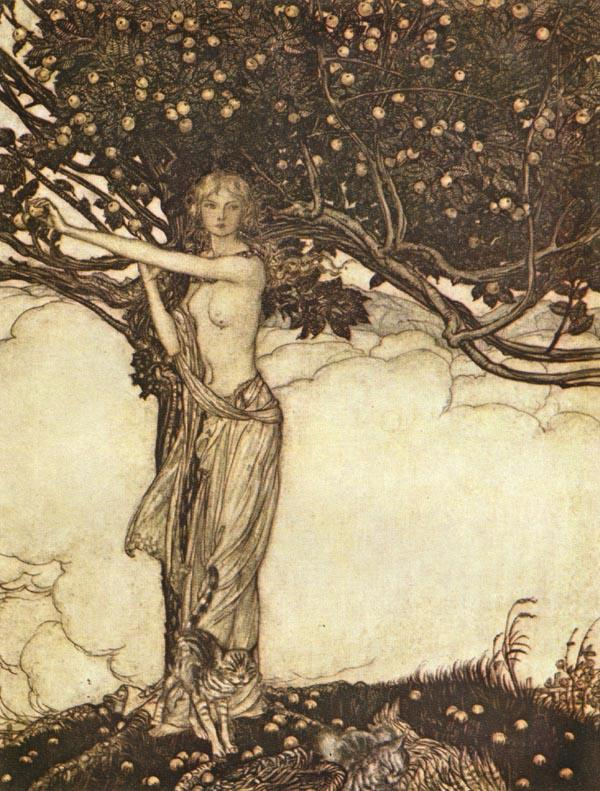
فریا از طلای راین با درخت سیب‌های زرین

در اساطیر اسکاندیناوی سیب‌های طلایی منبع جاودانگی خدایان و جوانی دائمی آن‌ها است.
قابل مقایسه با آمبروزیا در اساطیر یونانی است. سیب‌ها اغلب توسط الهه ایدون کاشته می‌شد و به او مربوط بود.

### در اسطوره
در کتاب اسکالدزکاپارمال، ایدون در اولین فصل (شماره ۵۵) به عنوان یکی از هشت آسیر الهه‌ای ترسیم شده‌است، که روی تخت خود در ضیافت آگیر در آسگارد نشسته‌اند.
در فصل ۵۶، براگی ربوده شدن ایدون بوسیله یوتون تیازی را به آگیر خبر می‌دهد. براگی می‌گوید بعد از اینکه عقابی (تیازی در لباس مبدل ) را با تیر زده است، لوکی خودش را در حالی پیدا می‌کند که به پرنده چسبیده است و هر لحظه بیشتر به سوی آسمان کشیده می‌شود، پاهایش روی سنگ‌ها، شن‌ها و درختان کشیده شده و احساس می‌کند که بازوهایش از شانه کنده می‌شوند. لوکی فریاد کشید و از عقاب تقاضا کرد به او رحم کند، و عقاب پاسخ داد که لوکی را زمانی آزاد خواهد کرد که او قول جدی بدهد که ایدون را با سیب‌های زرین‌اش از آسگارد بیرون خواهد آورد. لوکی پذیرفته و نزد دوستانش ادین و هانیر می‌رود. در زمان توافق شده بین پیازی و لوکی، لوکی ایدون را فریفته و از آسگارد به یک جنگل معین می‌کشد. با گفتن این مطلب که سیب‌هایی را یافته‌است که ایدون متوجه خواهد شد که ارزش نگه‌داری دارند؛ و از ایدون می‌خواهد که سیب‌های زرین خودش را هم بیاورد تا با آنهایی که لوکی یافته مقایسه کند. پیازی در شکل عقاب رسیده و ایدون را گرفته و به آسمان پرواز کرده و او را به خانه خودش خانهٔ پرسروصدا می‌برد.
آسیرها به خاطر ناپدید شدن ایدون آثار پیری بر چهره‌شان پدیدار می‌شود. آن‌ها جلسه‌ای تشکیل داده، و از هم می‌پرسند که آخرین بار ایدون کجا دیده شده‌است. آسیرها می‌فهمند که آخرین بار ایدون زمانی که با لوکی به خارج آسگارد می‌رفت دیده شده‌است، و بنابراین لوکی را دستگیر کرده و به جلسه آورده و او را تهدید به مرگ و شکنجه می‌کنند. لوکی که ترسیده بود می‌گوید که در یوتون‌هایم به دنبال ایدون خواهد گشت اگرالهه فریا او را به شکل شاهین درآورد. فریا او را به شکل شاهین درآورده و او به شمال یوتون‌هایم پرواز کرده و روز بعد به خانه پیازی می‌رسد. لوکی متوجه می‌شود که پیازی با قایقی به دریا رفته است، و ایدون در خانه تنها است. لوکی ایدون را به یک مغزدانه تبدیل کرده و او را در پنجه‌هایش گرفته وتا جایی که امکان دارد سریع پرواز کرده و دور می‌شود.
پیازی به محض ورود به خانه متوجه رفتن ایدون می‌شود. پیازی به شکل عقاب درآمده و با ایجاد یک توفان لوکی را دنبال می‌کند. آسیرها می‌بینند یک شاهین با دانه‌ای در حال پرواز است و عقابی هم بدنبال اوست؛ بنابراین از آسگارد با تراشه‌های چوب بیرون رفته و آتشی می‌افروزند. شاهین بر فراز آن پرواز می‌کند. عقاب زمانی که شاهین را گم می‌کند نمی‌تواند بایستد، پر او آتش گرفته و می‌افتد. آسیرها، نزدیک شده، یوتون پیازی را در دروازهٔ آسگارد می‌کشند، «و این قتل خیلی معروف است.»

### حلقه نیبلونگ
در حلقه نیبلونگ ریچارد واگنر، سیب‌های زرین نغمه معرف خود را دارند؛ که اولین بار توسط فافنیر زمان توضیح چرایی دور نگه داشتن فریا از خدایان به برادرش می‌خواند.

## افسانه پریان

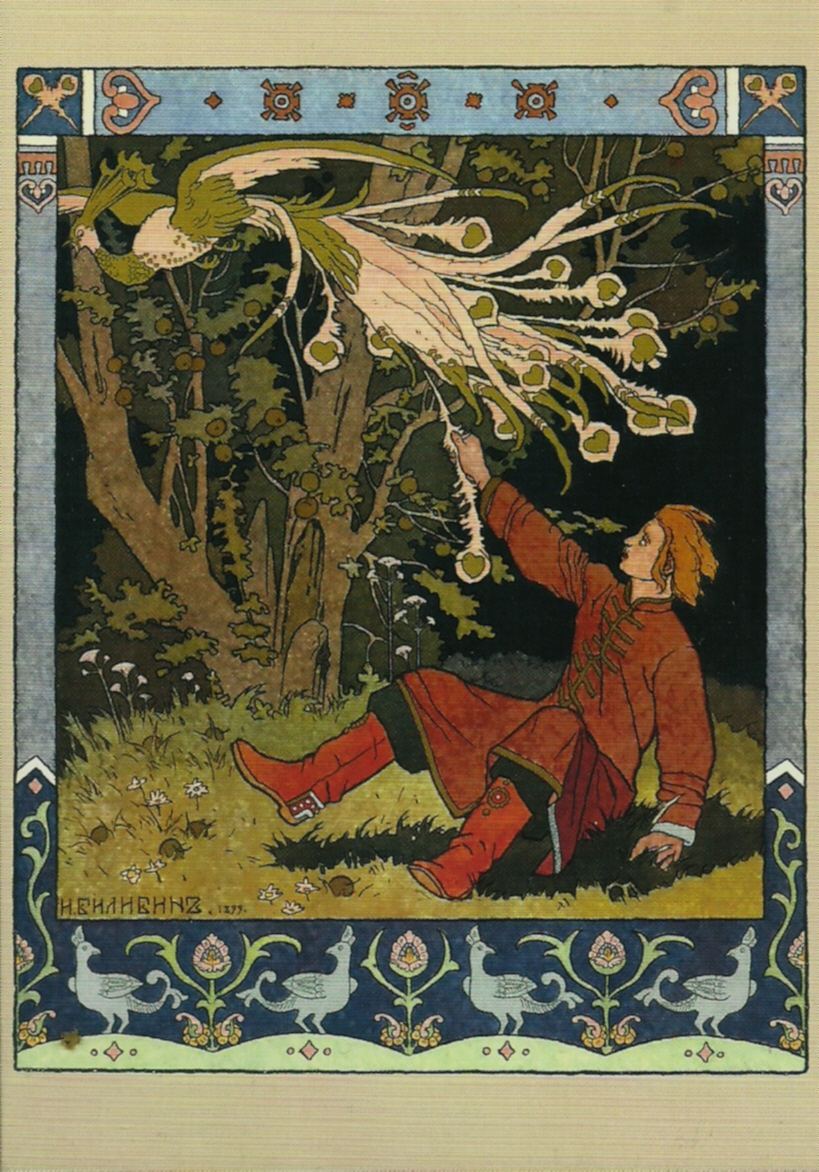
ایوان تزارویچ پرندهٔ آتشین را که سعی می‌کند سیب‌های زرین را بدزدد می‌گیرد، از داستان ایوان تزارویچ ، پرندهٔ آتشین و گرگ خاکستری

از زمانی که یک پرنده سیب‌های زرین را از پادشاه دزدید، بسیاری از داستان‌های پریان اروپایی شروع شد:
- «ایوان تزارویچ ، پرندهٔ آتشین و گرگ خاکستری» (روسی)
- «پرندهٔ زرین» (آلمانی)
- «حوری دریایی زرین» (آلمانی)
- «نه طاووس ماده و سیب‌های زرین» (صربی/بلغاری)
- «مار سفید» (آلمانی)

## ادبیات جدید
در شعر «آواز آنگوس سرگردان» سرودهٔ ویلیام باتلر ییتس این ابیات آمده است:
جای او را پیدا خواهم کرد
دستانش را در دستانم گرفته و لبهایش را خواهم بوسید
و در میان علف‌های رنگارنگ قدم خواهم زد
و با گذشت زمان سیب‌های نقره‌ای ماه
و سیب‌های زرین خورشید را خواهم چید
لیدی آگوستا گریگوری نام نمایشنامه‌اش را سیب زرین گذاشت:نمایشنامه‌ای برای بچه‌های کیلتارتان که افسانه‌ای به لهجهٔ اختراعی کیلتارتان و براساس اساطیر و فولکلور ایرلندی است.
سیبی زرین در اوج ششمین رمان دیوید میچل ساعت‌های بون که در سال۲۰۱۴ توسط رندوم هاوس منتشر شد نقش مهمی را بازی می‌کند.

## هویت و استفاده در دیگر زبانها

### میوهٔ درخت ارقان
مایکل هونر اظهار می‌کند که میوهٔ درخت ارقان بومی درهٔ سوس که امروزه مراکش نامیده می‌شود، ممکن است سیب‌های زرین هسپریدس باشد. او استدلال می‌کند که این مکان با توصیفی که در متون کلاسیک از آتلانتیس و باغ هسپریدس شده‌است مطابقت زیادی دارد، او یادآوری می‌کند که میوه‌های رسیده به سیب‌های زرین شباهت داشته و بویی مثل سیب‌های پخته شده دارند. او میوه را با توجه به شرح افلاطون در مورد میوه‌های آتلانتیس «که از آنها مایع، غذای جامد و روغن تهیه می‌کنند.» با دانه‌هایی که روغن آرگان را تولید می‌کنند برابر می‌داند؛ و پیشنهاد می‌کند پوست درخت که مثل پوست خزنده است و خارهای آن ممکن است موجب الهام و ساختن لادون اژدهای افسانه‌ای نگهبان سیب‌های زرین شده باشد.

### پرتقال
در بسیاری از زبان‌ها، به پرتقال به عنوان سیب زرین اشاره شده‌است. به عنوان مثال یونانی χρυσομηλιά، و لاتین pomum aurantium هر دو پرتقال را به عنوان سیب زرین توصیف می‌کنند. زبانهای دیگر مثل آلمانی، فنلاندی، عبری، و روسی برای کلمهٔ «پرتقال» ریشه‌شناسی پیچیده‌تری دارند که به رد پای همان عقیده برمی‌گردد.
در سالهای بعدی فکر می‌شد که سیب زرین اسطوره ممکن است در واقع پرتقال باشد، میوه‌ای که قبل از قرون وسطی برای اروپا و مدیترانه‌ای‌ها ناشناخته بود. در اثر این فرض، نام گیاه‌شناسی یونانی که برای مرکبات انتخاب شد هسپریدویدس (Ἑσπεριδοειδῆ) بود. این نام توسط کارل لینه، کسی که در اشاره به سیب‌های زرین باغ هسپریدس روی راسته‌ای که شامل گونهٔ مرکبات بود نام هسپریدِستو گذاشت، هم بکار برده شد، و این نام با عبارت هسپریدیوم برای مرکبات و تعدادی از گیاهان حفظ شد.
شاید دلیل جادویی شمرده شدن پرتقال دربسیاری از داستان‌ها گل و میوه دادن همزمان درخت باشد، که در میوه‌های دیگر چنین چیزی دیده نمی‌شود.

### به
بارها عبارت سیب زرین برای اشاره به میوهٔ به، میوهٔ منشأ گرفته از خاورمیانه استفاده شده‌است.

### گوجه‌فرنگی
گوجه‌فرنگی، که برای دنیای یونان باستان شناخته شده نبود، به نام pomodoro معروف است که به زبان ایتالیایی معنی سیب زرین می‌دهد. (گرفته شده از کلمهٔ pomo d'oro)